# Рейналдо дос Сантос Сілва
Рейналдо дос Сантос Сілва (порт. Reynaldo dos Santos Silva, нар. 24 серпня 1989, Арапірака) — бразильський футболіст, що грав на позиції нападника за низку європейських клубних команд.

## Ігрова кар'єра
Народився 24 серпня 1989 року в місті Арапірака. Вихованець футбольної школи клубу «Спорт Ресіфі».
2007 року підписав контракт з «Наутіко Капібарібе», але вже через рік покинув команду та влітку 2008 року підписав новий контракт з бельгійським «Андерлехтом». До 2009 року бразильський форвард грав за молодіжну команду і лише у сезоні 2009/10 дебютував за основну команду, зігравши за півроку лише 3 матчі в чемпіонаті.
У січні 2010 року був орендований іншим бельгійським клубом «Серкль Брюгге», де виступав до червня 2011 року. 
Влітку 2011 року Рейналдо повернувся в «Андерлехт», але знову закріпитись в команді не зумів, зігравши в першій половині сезону 2011/12 лише один матч в чемпіонаті, через що на початку 2012 року був орендований «Вестерло» на другу половину сезону. В новій команді Рейналдо став основним форвардом команди, забивши 8 голів в 13 матчах, проте це не допомогло команді втриматись в елітному дивізіоні.
Повернувшись влітку 2012 року до «Андерлехта», Рейналдо відразу виграв свій перший в кар'єрі трофей, вийшовши на заміну в матчі на Суперкубок Бельгії проти «Локерена» (3:2). Проте в складі столичного клубу вкотре закріпитись не зумів, зігравши в чемпіонаті лише один матч.
У січні 2013 року перейшов до складу азербайджанського «Карабах», що грав у Прем'єр-лізі. В складі агдамського клубу Рейналдо в сезоні 2013/14 став чемпіоном Азербайджану та найкращим бомбардиром чемпіонату з 22 забитими м'ячами. Загалом за чотири з половиною роки в Азербайджані встиг відіграти за команду з Агдама 87 матчів в національному чемпіонаті, забивши 43 голи.
На початку 2017 року перебрався до Туреччини, уклавши контракт з «Аданаспором». Однак у цій команді не заграв, як і в словацькому «Спартаку» (Трнава), до якого перейшов наступного року. Того ж 2018 року став гравцем «Актобе», в якому регулярно виходив на поле і відзначився сімома голами. А протягом 2019—2020 без особливих успіхів знову грав за «Карабахк», виступав в Казахстані за «Іртиш» та в Грузії за «Динамо» (Батумі), після чого оголосив про завершення кар'єри.

## Титули і досягнення

### Клубні
- Чемпіон Бельгії (2):

«Андерлехт»: 2009-10, 2011-12
- Володар Суперкубка Бельгії (1):

«Андерлехт»: 2012
- Чемпіон Азербайджану (3):

«Карабах»: 2013-14, 2014-15, 2015-16
- Володар Кубка Азербайджану (3):

«Карабах»: 2008-09, 2014-15, 2015-16

### Індивідуальні
- Найкращий бомбардир чемпіонату Азербайджану: 2013-14